# Bouldaldar
Bouldaldar est une série de bande dessinée créée en 1938 par Sirius dans le journal Le Patriote illustré.

## Univers

### Synopsis
Bouldaldar le petit homme et son ami Colegram ont de nombreuses aventures dans un décor de forêt et de campagne. Leurs amis, des animaux qui parlent, les aident à lutter contre des personnages malfaisants qui nuisent à la vie sauvage. 
La série appartient au genre merveilleux par son recours fantaisiste au surnaturel.

### Personnages
- Bouldaldar : le petit homme, une sorte de lutin qui ressemble à un petit garçon blond. Il porte la plupart du temps un pull à col roulé, rayé ou noir. Généreux et solidaire, il est inventif et débrouillard.
- Colegram : un nain[1] qui ressemble à un vieil homme rondouillard à barbe blanche. Il porte des vêtements rouges, en particulier un chapeau en forme de tétine. Souvent maladroit et plaintif. Son nom provient de la comptine Am stram gram. Il apparaît dès la première planche des aventures de Bouldaldar en 1938.
- Pony : un poney Shetland à crinière et queue blondes. Il aime donner des leçons mais il est très peureux. Il apparaît à partir de L'Essence de sève, lorsque Sirius reprend la série en 1977.
- Giuseppe Minestrone : Tzigane, c'est un braconnier, le seul « méchant » de la série à revenir de façon récurrente[2].
- Troizétoiles, le bouilleur de cru, apparait dans La Tour des Eaux-Noires et Armande du lac des brumes.
- Flapi et Falpa, madame Armande et son serviteur Mozart sont présents dans Armande du lac des brumes et Ganymédiens, go home.

## Historique
Il s'agit de la première série créée par Sirius. C'est l'une des premières séries européennes d'avant-guerre à reprendre le format de ballon de la tradition américaine,.
Elle est publiée dans plusieurs revues, et de manière sporadique sur quarante-cinq ans, Sirius se consacrant à d'autres séries le long de sa carrière. Il revient cependant régulièrement à Bouldaldar, avec deux pics d'activité sur cette série, de 1951 à 1957 et de 1977 à 1983.

## Publication
Bouldaldar apparaît d'abord sous le titre Le Petit Homme dans la revue belge Le Patriote illustré en 1938. Il reparaît en 1943 dans Bravo sous le titre de Polochon.
Il paraît ensuite sous le titre Les étonnantes aventures de Bouldaldar dans La Libre junior (supplément pour la jeunesse de La Libre Belgique) de 1951 à 1957.
Il réapparaît en 1970 pour une histoire de dix pages dans Spirou, et ne reprend vraiment qu'en 1977 dans Bonnes Soirées, une publication des éditions Dupuis, et ce jusqu'en 1981. Les dernières histoires paraissent sous le titre Bouldaldar et Colegram dans Spirou en 1981.
- Le Petit Homme, Le Patriote illustré, 1938. paru en album chez Michel Deligne, 1979. :

Bouldaldar, répond à un appel au secours d'une prisonnière des Bohémiens. En chemin, Bouldaldar croise Colégram, qui accepte d'accompagner le petit homme pour délivrer l'otage. Dans la roulotte de Pumpa et Turco, ils apprennent qu'elle est enfermée dans le moulin des cent-soucis. Ils s'occupent ensuite du cas d'un chasseur qu'ils vont faire renoncer à la viande. Ils rencontrent un autre amateur de chasse, le comte Adormir de Bout. Chez son magicien, le docteur Nostrata, ils deviennent invisibles, puis se transforment en géants. Ils volent aussi en tapis volant vers un royaume d'Orient.
Cet épisode est repris en 1943 dans Bravo. Sirius redessine les premiéres planches et ajoute une fin. En 2011, cette version est rééditée chez Le Coffre à BD avec le titre Les Aventures de Polochon.
- La Forêt menacée, Libre Junior, 1951. Réédité chez Lefrancq, 1991 puis chez Le Coffre à BD, 2009.

Bouldaldar rejoint son ami Colegram en vacances. Mais Le fermier Quiproquo veu couper les arbres de la forêt, gêné par le chant des oiseaux. Les compères vont tout faire pour sauver la forêt.
- La Rivière enchantée, Libre Junior ( numéro 23 à 44) en 1951. L'histoire est publiée en 1951 avec La Forêt menacée dans un album intitulé Bouldaldar (éditions Libre Belgique) puis réimprimée en album seul chez Le Coffre à BD en 2009.

Bouldaldar et Colegram partent en vacances. Mais ils sont arrêtés par un fleuve. C'est sous des cloches à fromage qu'ils traversent la rivière à pied. Au passage, ils sauvent Archibald, le fils du roi des gardons, d'une nasse.
- Le Château féerique paru en feuilleton dans Libre Junior du numéro 45 de 1951 au numéro 33 de 1952. L'histoire est publiée pour la première fois en album chez Le Coffre à BD en 2010.

Bouldaldar et Colegram trouvent l'hospitalité dans le château du margrave Gottfried de Kourbouillon. Mais sa gouvernante Idrophile chasse les intrus pour garder son emprise sur le margrave et sa fortune.
- L'Homme qui aimait les machines paru dans Libre Junior du numéro 34 de 1952 au numéro 3 de 1953.L'histoire est publiée pour la première fois en album chez Le Coffre à BD, 2008.

Bouldaldar et Colegram font un tour sur les nuages. Une fois qu'ils ont atterri, ils font la connaissance d'un ours, Rondouille Bienléché qu'ils accompagnent jusqu'à une mystérieuse maison habitée par un petit inventeur des machines.
- Le Boudin élastique parue dans Libre Junior du numéro 4 au 26 de 1953, l'histoire est publiée en album chez Le Coffre à BD en 2009.

Dans la forêt, Bouldaldar et Colegram sentent une odeur de boudin. En suivant ce fumet, ils rencontrent un lapin qui leur montre une roulotte. C'est celle de Minestrone, « le meilleur braconnier des Abruzzes ». Les animaux demandent à Bouldaldar de persuader Minestrone de ne plus mettre de pièges et de collets pour capturer les animaux.
- Arsène Lapin parue dans Libre Junior du numéro 27 au 48 de 1953, l'histoire est publiée en album chez Le Coffre à BD en 2008.

Bouldaldar et Colegram aident Arsène Lapin et sa famille à déjouer les ruses d'Eustache Tico, qui cherche à attraper les lapereaux pour les manger.
- Ballaboule, le bonhomme de neige parue dans Libre Junior du numéro 49 de 1953 au 17 de 1954, l'histoire est publiée en album chez Le Coffre à BD en 2008

Bouldaldar et Colegram découvrent un bonhomme de neige qui désire se rendre au pôle.
- Le Parfum des fleurs, parue dans Libre Junior du numéro 18 au 29 de 1954, l'histoire est publiée en album chez Le Coffre à BD en 2010  (avec Les « pour » et les « contre »).

Bouldaldar et Colegram apprennent que le parfum des fleurs a changé. En effet, Gonfalon de la Virevolière les vaporise de parfum, car il ne supporte pas leur parfum naturel.
- Les « pour » et les « contre » parue  dans Libre Junior du numéro 30 au 44 de 1954.

Les lapins et les écureuils, manipulés par le renard Goupil Houfasse, se font la guerre. Bouldaldar et Colegram vont s'efforcer de ramener la paix et de prouver la duplicité du renard.
- Les Frères Foitrois, parue dans Libre Junior du numéro 45 de 1954 au 18 de 1955 et dans  et dans Pistolin du numéro 1 au numéro 14, l'histoire est publiée en album chez Le Coffre à BD en 2010  avec Bémou la double croche.

Bouldaldar et Colegram sont victimes de tirs du baron de Foitrois. Ils s'enfuient en compagnie de l'ours Rondouille Bienléché et arrivent au château du baron. Voulant lui échapper, les trois personnages rencontrent dans une cave son frère jumeau, de Foitrois Sixte qui accepte de leur venir en aide.
- Bémou la double croche, paru  dans Libre Junior du numéro 19 au 40 de 1955  et dans Pistolin du numéro 14 au numéro 25.

Bémou la double croche aidé de  son nain Stain cherchent un trésor mais ils refusent de payer les animaux (une taupe puis un lapin). Le lapin est parvenu à trouver une porte fermée à clef. La nuit venue tout le monde essaie d'ouvrir cette porte.
- Fari-Dondaine, parue dans Libre Junior du numéro 41 de 1955 au 10 de 1956 et dans  et dans Pistolin du numéro 25 au numéro 38, l'histoire est publiée en album chez Le Coffre à BD en 2010 avec D'Artimon chez Le Coffre à BD en 2011.

Colegram est capturé par deux chasseurs, Fari-Dondaine et Aldebert. Bouldaldar et Édouard le canard vont tenter de le délivrer.
- D'Artimon, parue dans Libre Junior du numéro 11 au 32 de 1956.

- Le Cirque Minestrone,, parue dans Libre Junior du numéro 33 de 1956 au 2 de 1957, l'histoire est publiée en album chez Le Coffre à BD en 2012 avec Printemps en forêt.

Bouldaldar et Colegram rencontrent un éleveur de moutons menacé par le cirque Minestrone qui souhaite s'emparer de sa chèvre Barbara.
- Printemps en forêt publiée dans Spirou dans le numéro 1669 de 1970, cette histoire est une version abrégée de Arsène Lapin.

- L'Essence de sève, publiée dans Bonnes Soirées du numéro no 2885 au no 2928 en 1977-1978, l'histoire paraît en album chez Le Coffre à BD en 2008.

Bouldaldar et Colegram, avec l'aide d'Archibald le lapin et de la fée Ciboulette, s'opposent à Minestrone qui veut faire du carburant en  pompant la sève des arbres pour le comte Frikfrkack. Ils rencontrent pour la première fois Pony le poney (planche 35), qui ensuite les accompagnera dans les autres histoires.
- La Tour des Eaux-Noires, publiée dans Bonnes Soirées du no 2929 au no 2972 en 1977-1978, l'histoire paraît en album chez Le Coffre à BD en 2008.

Bouldaldar, Colegram et Pony aident une petite fille à retrouver sa mère qui serait dans la Tour des Eaux Noires.
- Le Moulin de l’épouvantable, publiée du no 2973 au no 3016 de Bonnes Soirées l'histoire paraît en album chez Le Coffre à BD en 2009 sous le titre Le Moulin de l'épouvantable nuit.

Bouldaldar, Colegram et Pony aident Honoré à retrouver son arrière-arrière-arrière petite-fille, Marie.
- Il n'y a plus de rouge dans le noir, publiée du no 3017 au no 3060 de Bonnes Soirées l'histoire paraît en album chez Le Coffre à BD en 2009.

Dans les ruines d'un château Bouldaldar et Colegram suivent un somnambule. Celui-ci intéresse aussi une bande de gangsters qui pensent qu'il  peut les mener à un trésor.
- Armande du lac des brumes, publiée pour la première fois du no 2187 au no 2197 du journal Spirou l'histoire paraît en album chez Dupuis en 1981 dans la collection Carte blanche puis est rééditée chez Le Coffre à BD en 2012.

Bouldaldar, Colegram et Pony rencontrent deux extraterrestres, Flapi et Falpa. Mais d'autres personnes, plus mal intentionnées, les ont aussi vus et veulent s'en emparer pour que Madame Armande, la veuve du docteur Frank N. Stein, puisse se livrer sur eux à des expériences.
- La Tourte est publiée pour la première fois dans le journal Spirou no 2227 en 1980.

- La Guerre des Kobolds, publiée du no 3061 (1980) au no 3104 (1981) de Bonnes Soirées, l'histoire paraît en album chez Le Coffre à BD en  2009.

Bouldaldar, Colegram et Pony aident un kobold de l'Himalaya à retrouver une émeraude, l'Œil de Bouddha puis l'accompagnent jusqu'au Koboldistan.
- Silence, on retourne est publiée pour la première fois dans le journal Spirou no 2269 en 1981.

- Ganymédiens, go home, publiée pour la première fois en 1981, du no 2277 au no 2285 du journal Spirou, l'histoire paraît en album  (avec La Tourte et Silence on retourne) chez Le Coffre à BD en 2012.

Flapi et Falpa poursuivis par des Ganymédiens reviennent sur Terre.